# Фаюмские портреты

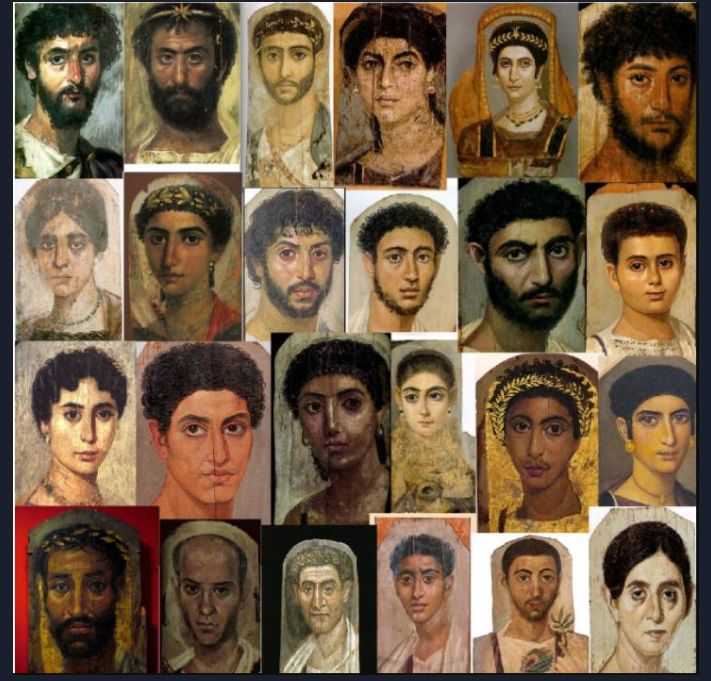
Фаюмские портреты

Фаюмские портреты — созданные в технике энкаустики погребальные портреты в Римском Египте I—III веков. Своё название получили по месту первой крупной находки в Фаюмском оазисе в 1887 году британской экспедицией во главе с Флиндерсом Питри. Являются элементом видоизменённой под греко-римским влиянием местной погребальной традиции: портрет заменяет традиционную погребальную маску на мумии. Находятся в коллекции многих музеев мира, в том числе Британского музея, Лувра и в Метрополитен-музее в Нью-Йорке.
Собрание из 23 погребальных фаюмских портретов в Государственном музее изобразительных искусств имени А. С. Пушкина в Москве, обнаруженных в Египте в 1870-е годы, даёт возможность проследить развитие этого жанра на протяжении четырёх веков (с I по IV века).

## История исследований
На сегодня известно около девятисот погребальных портретов. Большинство из них были найдены в некрополе Фаюма. Благодаря сухому египетскому климату многие портреты очень хорошо сохранились, даже краски выглядят в большинстве случаев ещё свежими.

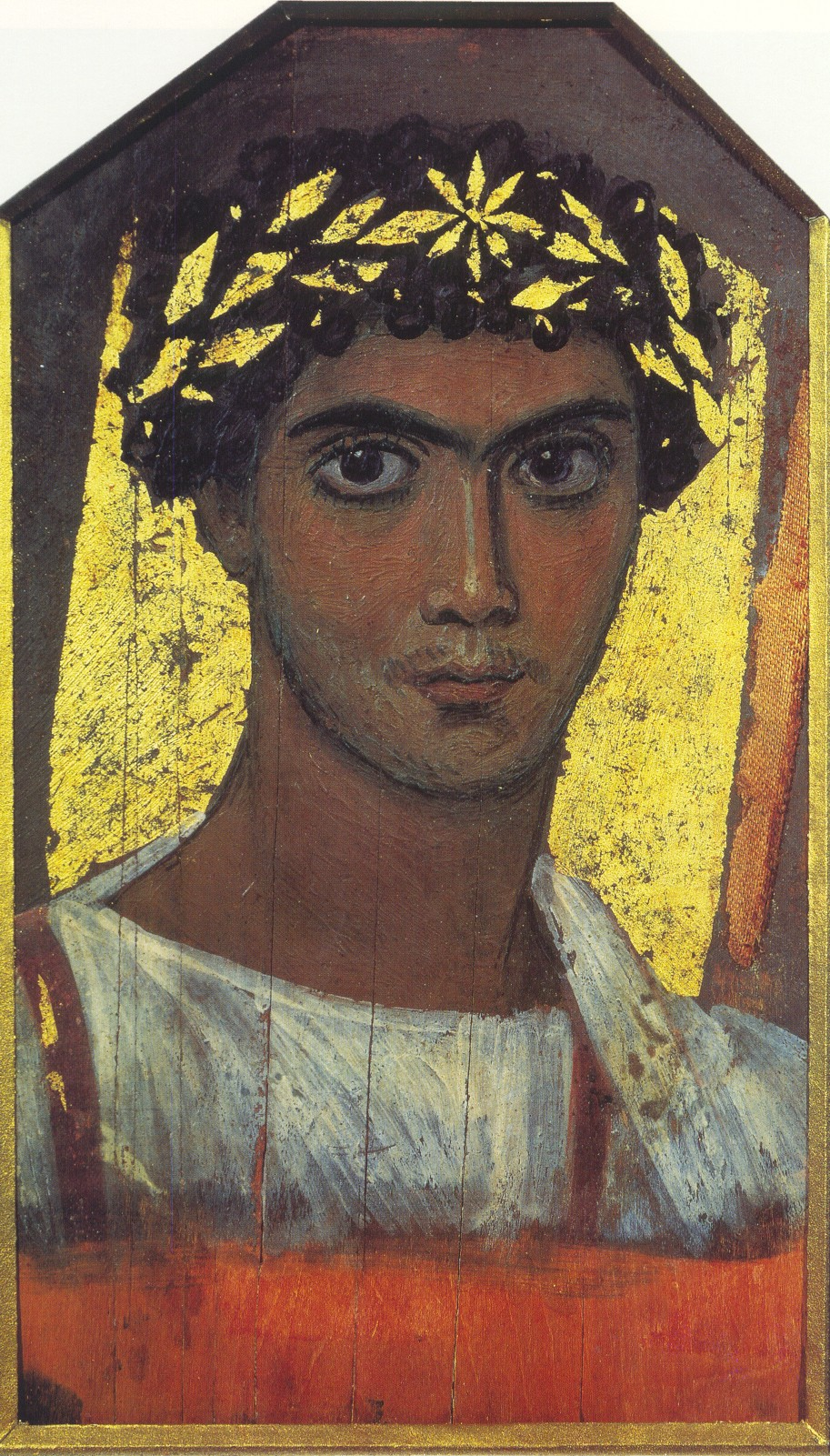
Портрет юноши. II век н. э. Золотой венок — типичный для Греции погребальный атрибут. При написании портрета мастер пользовался энкаустикой и темперой. Из собрания ГМИИ им. Пушкина в Москве

Впервые погребальные портреты были описаны в 1615 году итальянским исследователем Пьетро делла Валле во время его пребывания в оазисе Саккара-Мемфис. Он привёз два из них в Европу, сегодня они находятся в коллекции Государственного художественного собрания Дрездена. Несмотря на постоянный рост интереса к Древнему Египту, погребальные портреты вновь привлекли к себе внимание лишь в начале XIX века. До настоящего времени не сохранилось информации, откуда родом были первые находки: возможно, это были опять Саккара или Фивы. Благодаря Леону де Лаборде в 1827 году в Европе появились два новых погребальных портрета, якобы найденных в Мемфисе, один из которых хранится сегодня в Лувре, а другой — в Британском музее.
Ещё в 1820 году барон Минутоли по заказу германского правительства приобрёл несколько погребальных портретов, которые, однако, пропали вместе с другими египетскими артефактами при кораблекрушении в Северном море. Ипполито Розелини привёз во Флоренцию из экспедиции Жан-Франсуа Шампольоном в Мемфисе в 1828—1829 годах погребальный портрет неизвестного происхождения, похожий на оба портрета, привезенных Лаборде из Мемфиса. В 1820-е годы через генерального консула Великобритании в Египте Генри Солта несколько портретов попали в Париж и Лондон. Ошибочно некоторые из изображённых на портретах людей считались членами семьи многократно упоминаемого в письменных источниках фивского архонта Поллиоса Зотера.
Прошло достаточно много времени, прежде чем появились сведения о новых находках. Первое подобное сообщение появилось в 1887 году и носило скорее прискорбный для науки характер. Даниель Мари Фуке узнал о находке портретов в одном из гротов. Спустя несколько дней он отправился в путь, чтобы проверить эту информацию, но прибыл слишком поздно. Почти все обнаруженные портреты были уже использованы для растопки костров в холодные ночи в пустыне. Ему достались лишь два из пятидесяти найденных портретов. О месте находки также ничего не известно. Вероятно речь может идти о эр-Рубайя, где венский торговец антиквариатом Теодор Граф некоторое время спустя нашёл несколько портретов и попытался привлечь к ним внимание общественности, чтобы поднять на них цену. Ему удалось заинтересовать известного лейпцигского египтолога Георга Эберса для опубликования научных статей о своих находках. 

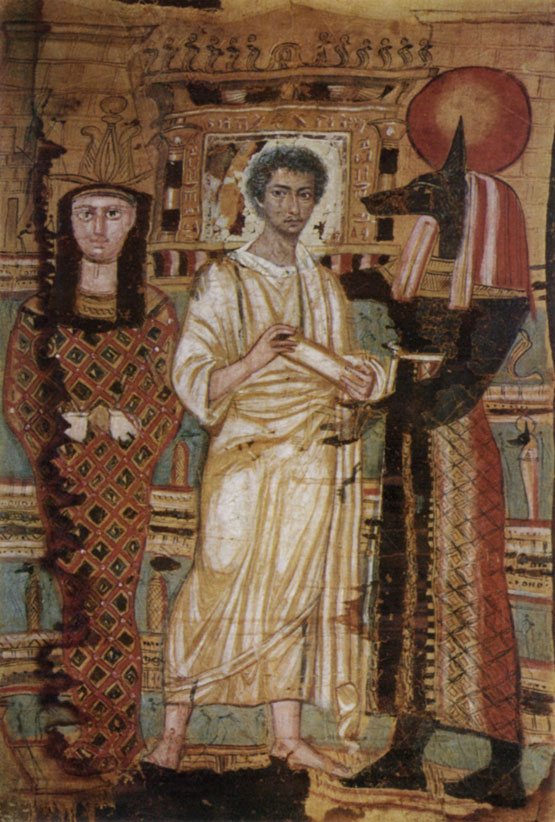
Фаюмский портрет с изображением усопшего, Осириса и Анубиса. Середина II в. Пушкинский музей

Основываясь на материалах публикаций, он пытался продать свои находки по всей Европе. Хотя о месте и времени находки было известно немного, на основании других найденных предметов — в первую очередь монет с портретами — он приписывал найденные портреты известным правителям из династии Птолемеев и их родственникам. Хотя его утверждения и не подкреплялись никакими фактами, портреты привлекли к себе внимание благодаря поддержке некоторых учёных, например, Рудольфа Вирхова. О портретах заговорили. В конце XIX века, благодаря своей особой эстетике, они пользовались большим успехом в качестве предметов коллекционирования и широко продавались по всей Европе.
Научные исследования тоже не стояли на месте. В том же 1887 году Флиндерс Питри начал раскопки в Хаваре, где помимо прочего обнаружил некрополь, из которого был извлечён 81 погребальный портрет. Многие из них сегодня представлены в экспозиции Музея египетской археологии Питри в Лондоне.
Погребальные портреты находились в центре внимания лондонской выставки. Позднее Питри продолжил раскопки на том же месте, но столкнулся с конкуренцией со стороны немецких и египетских торговцев произведениями искусства. Зимой 1910—1911 годах Питри во время раскопок обнаружил ещё 70 погребальных портретов, находившихся, однако, в плохом состоянии. Находки Питри являются, за немногим исключением, до сегодняшнего дня единственным примером систематического подхода в раскопках погребальных портретов и последующего опубликования результатов этих находок. Хотя эти публикации с сегодняшней точки зрения оставляют много открытых вопросов, они всё же являются самым важным источником изучения обстоятельств обнаружения погребальных портретов. В 1892 году немецкий археолог фон Кауфман открыл так называемую Гробницу Алины, в которой находились некоторые из самых известных на сегодняшний день погребальных портретов.
Хотя многие из этих изображений были найдены в оазисе Файюм (Hawara, называемая также Арсиноя или Крокодилополь), портреты на мумиях были также обнаружены и в других некрополях, включая некрополи в Мемфисе (Саккара), Филадельфии (Er-Rubayat и 'Kerke'), Антиноополе, Панополе (Ахмим), Марина Эль-Аламейне, Фивах и Эль-Хибе (Анкиронополь). Однако все они сейчас известны под именем фаюмских портретов.

## Материалы и способ изготовления

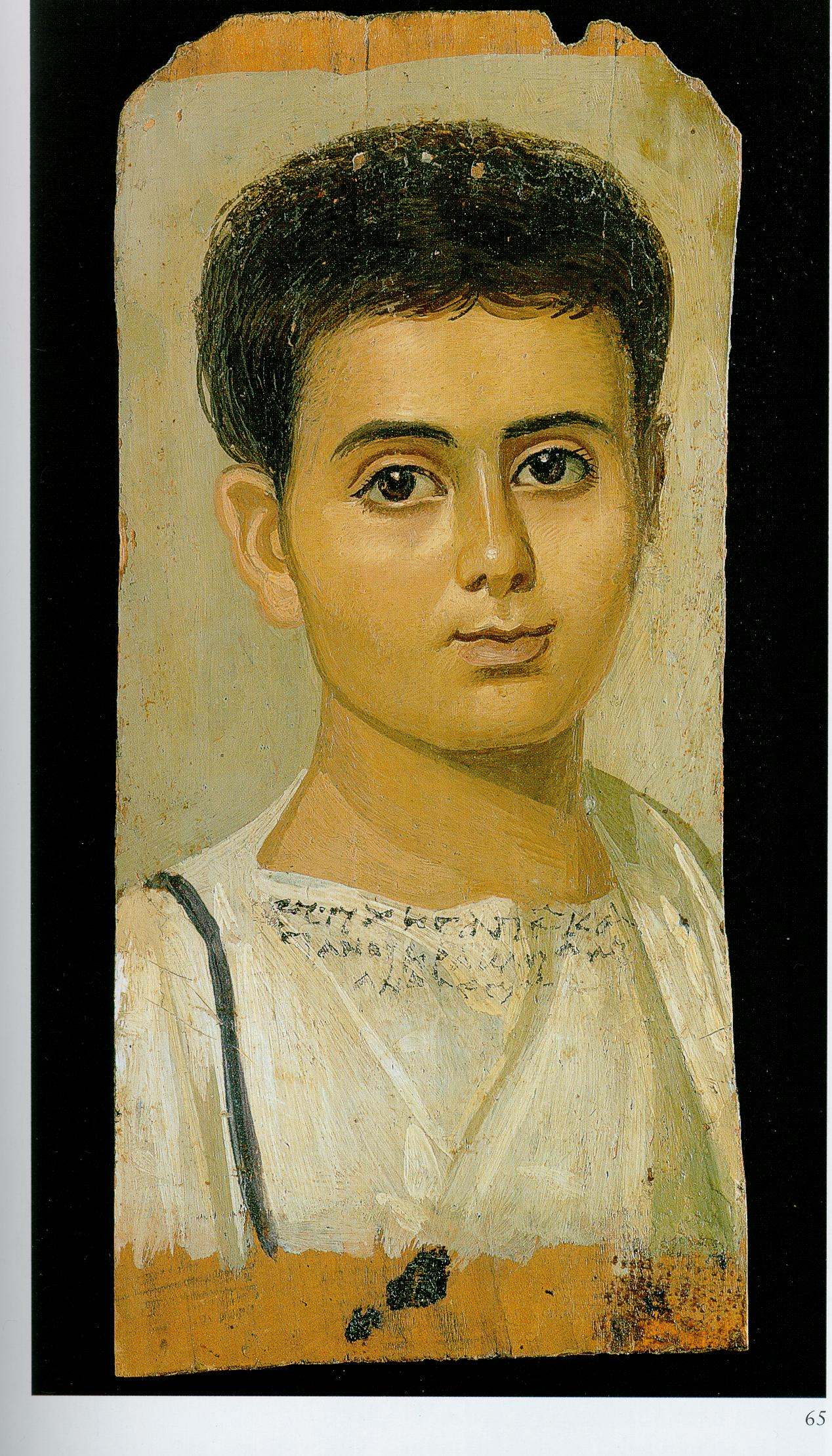
Портрет мальчика по имени Евтихий из собрания Метрополитен-музея

Ранние фаюмские портреты выполнены в технике энкаустики (от греческого слова ἐγκαίω — выжигаю), очень распространённой в то время. Это восковая живопись расплавленными красками, которую отличает объёмистость (пастозность) мазка. Направление мазков обычно следует формам лица: на носу, щеках, подбородке и в контурах глаз краски накладывались плотным слоем, а контуры лица и волос писались более жидкими красками. Картины, выполненные этим способом, отличает редкая свежесть цвета и они удивительно долговечны. Хорошей сохранности этих произведений способствовал и засушливый климат Египта.
Важная особенность фаюмских портретов — использование тончайшего сусального золота. На некоторых портретах был позолочен весь фон, на других золотом выполнены только венки или головные повязки, иногда подчеркнуты драгоценности и детали одежды.
Основа портретов — древесина различных пород: местных (платан, липа, смоква, тис) и импортированных (кедр, сосна, ель, кипарис, дуб).
Некоторые портреты выполнены на загрунтованном клеем полотне.
Примерно со второй половины II века в портретах начинает преобладать восковая темпера. А поздние портреты III—IV веков написаны исключительно темперой — техникой, при которой красочные пигменты смешиваются с растворимыми в воде связующими, часто для этого используется животный клей или желток куриного яйца. Темперные портреты выполнены на светлых или тёмных фонах смелыми ударами кисти и тончайшей штриховкой. Их поверхность матовая, в отличие от глянцевой поверхности картин, выполненных энкаустикой. Лица на темперных портретах обычно показаны фронтально и проработка светотени менее контрастна, чем в энкаустических панелях.
Кроме того, некоторые группы портретов были созданы в смешанной технике темперы и энкаустики.

## Культурно-исторический контекст

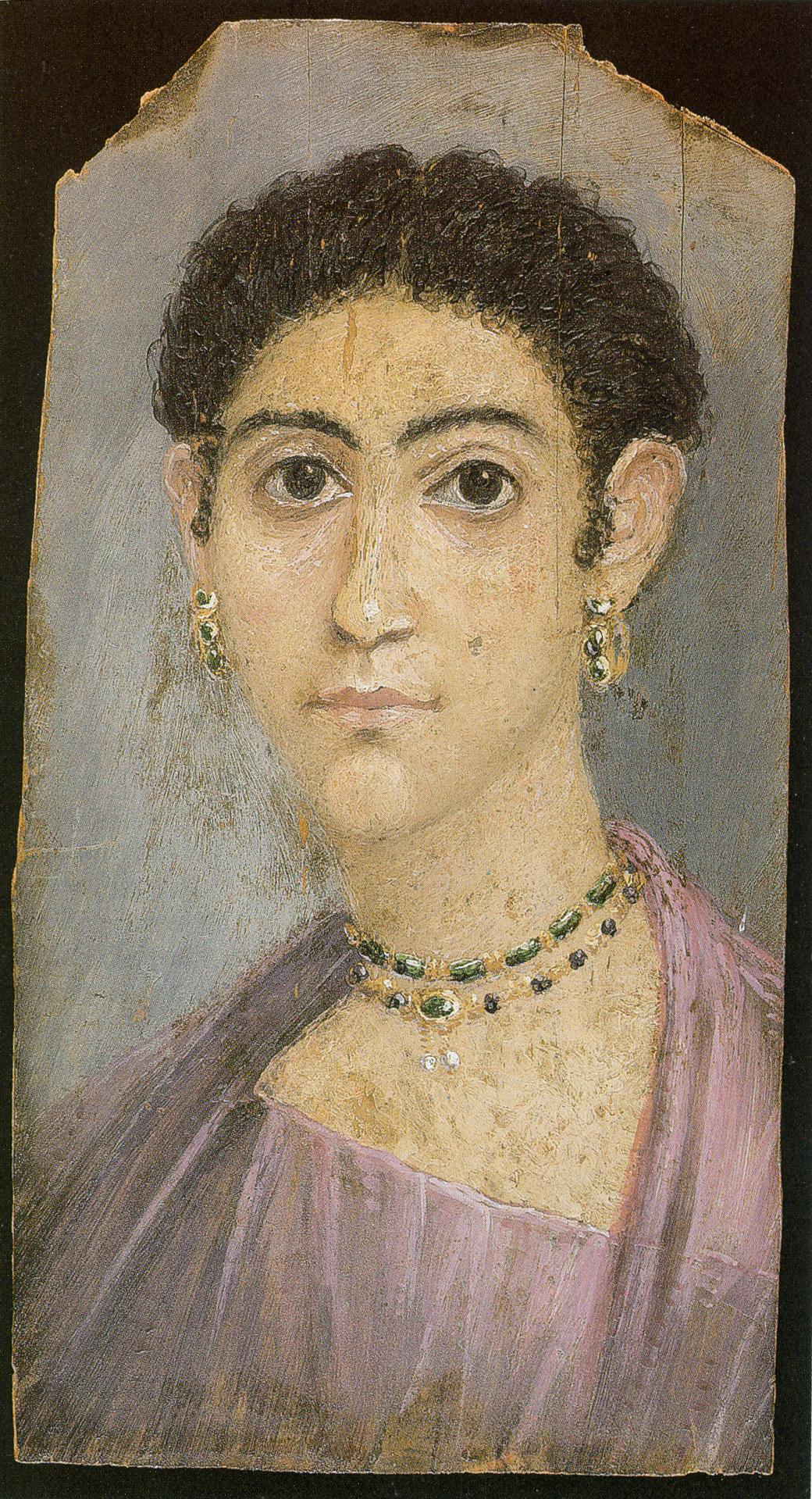
Женщина в фиолетовом хитоне. Британский музей

Значительную часть населения Фаюма составляли греки. Они появились здесь после завоевания Египта Александром Македонским. В результате естественной ассимиляции они переняли многое из обычаев египтян, так же как и римляне, которые прибыли сюда после смерти Клеопатры и аннексии Египта Римом в 30 до н. э.
Хотя население города было смешанным — египтяне, греки, сирийцы и римляне, — но египтяне были главным образом торговцами, ремесленниками, слугами и рабами. Богатую же и знатную часть жителей составляли иностранцы, некоторые из них были римскими должностными лицами, а другие — потомками птолемеевских греков. Об этом свидетельствуют сохранившиеся могилы и мумии, покрытые позолоченными масками; в основном на них написаны греческие и римские имена, такие как Artemidorus, Demetrius, Titus и т. п.

## Причёски, одежда и украшения
На погребальных портретах можно увидеть различные причёски. Они оказывают неоценимую помощь при датировке. В большинстве своём все умершие были изображены с причёсками, отвечающими моде своего времени. Многочисленные аналогии существуют в причёсках скульптурных портретов.

## Значение для искусства
Фаюмские портреты — лучшие сохранившиеся образцы античной живописи. Они изображают лица жителей древнего Египта в Эллинистический и Римский периоды в I—III веках нашей эры.
После завоевания Египта Александром Македонским время правления фараонов завершилось. В период правления династии Птолемеев — наследников империи Александра, произошли значительные изменения в искусстве и архитектуре. Погребальный портрет — уникальная художественная форма своего времени — процветал в эллинистическом Египте. Стилистически связанные с традициями греко-римской живописи, но созданные для типично египетских нужд, заменившие погребальные маски мумий, фаюмские портреты — это поразительно реалистические изображения мужчин и женщин всех возрастов. 
Техника пастозной живописи была вновь открыта лишь в эпоху позднего средневековья. В конце 19-го века эта техника пережила свой апофеоз в виде импрессионизма.

## Фильмография
- «Прощальный взгляд», фильм Алена Жобера[фр.] из цикла «Палитры» (Франция, 1998).

## Галерея фаюмских портретов

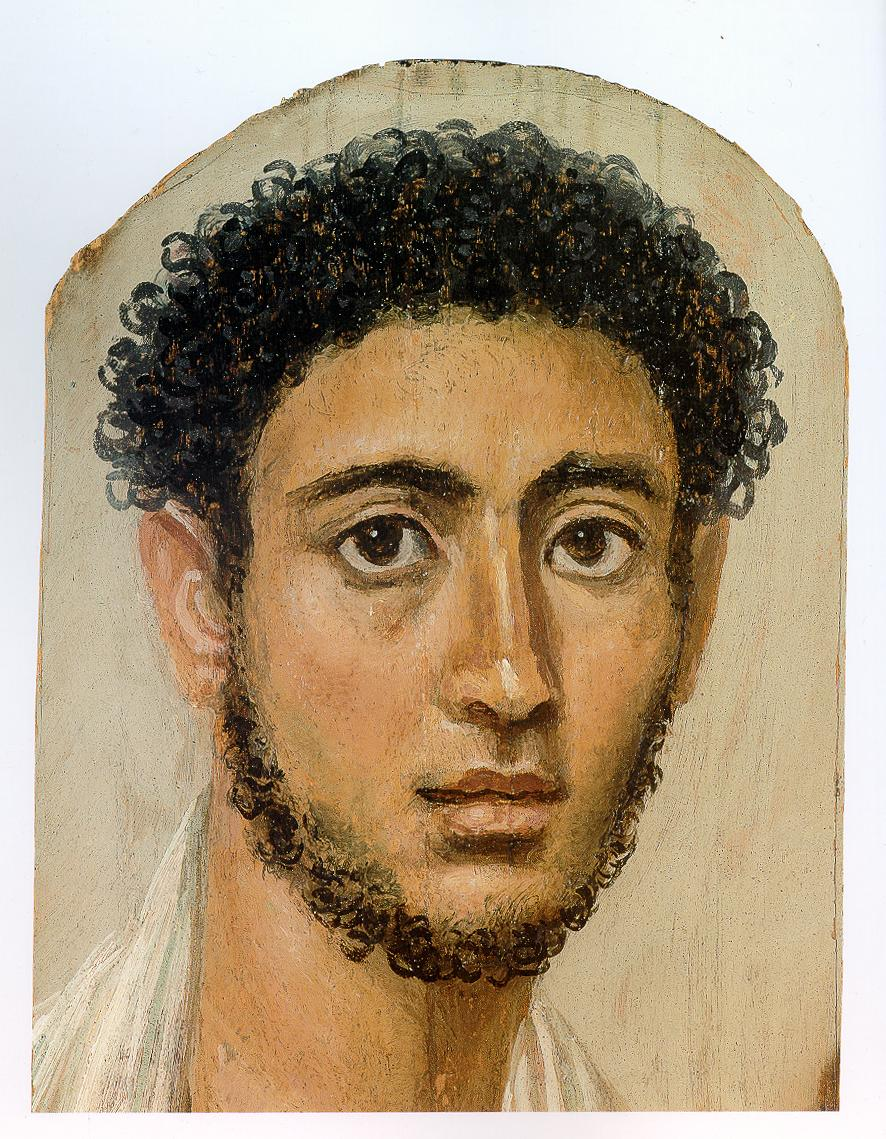
Портрет молодого человека. 125-150 гг. н. э. из Государственного античного собрания в Мюнхене
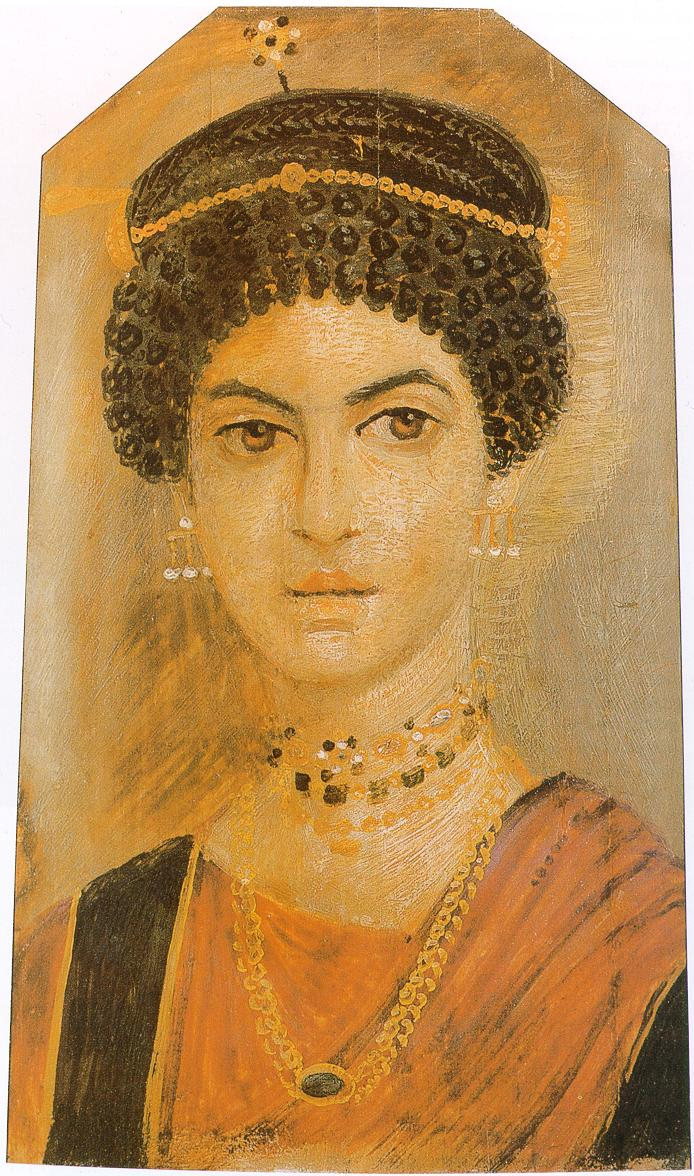
Портрет знатной женщины из Королевского музея Шотландии
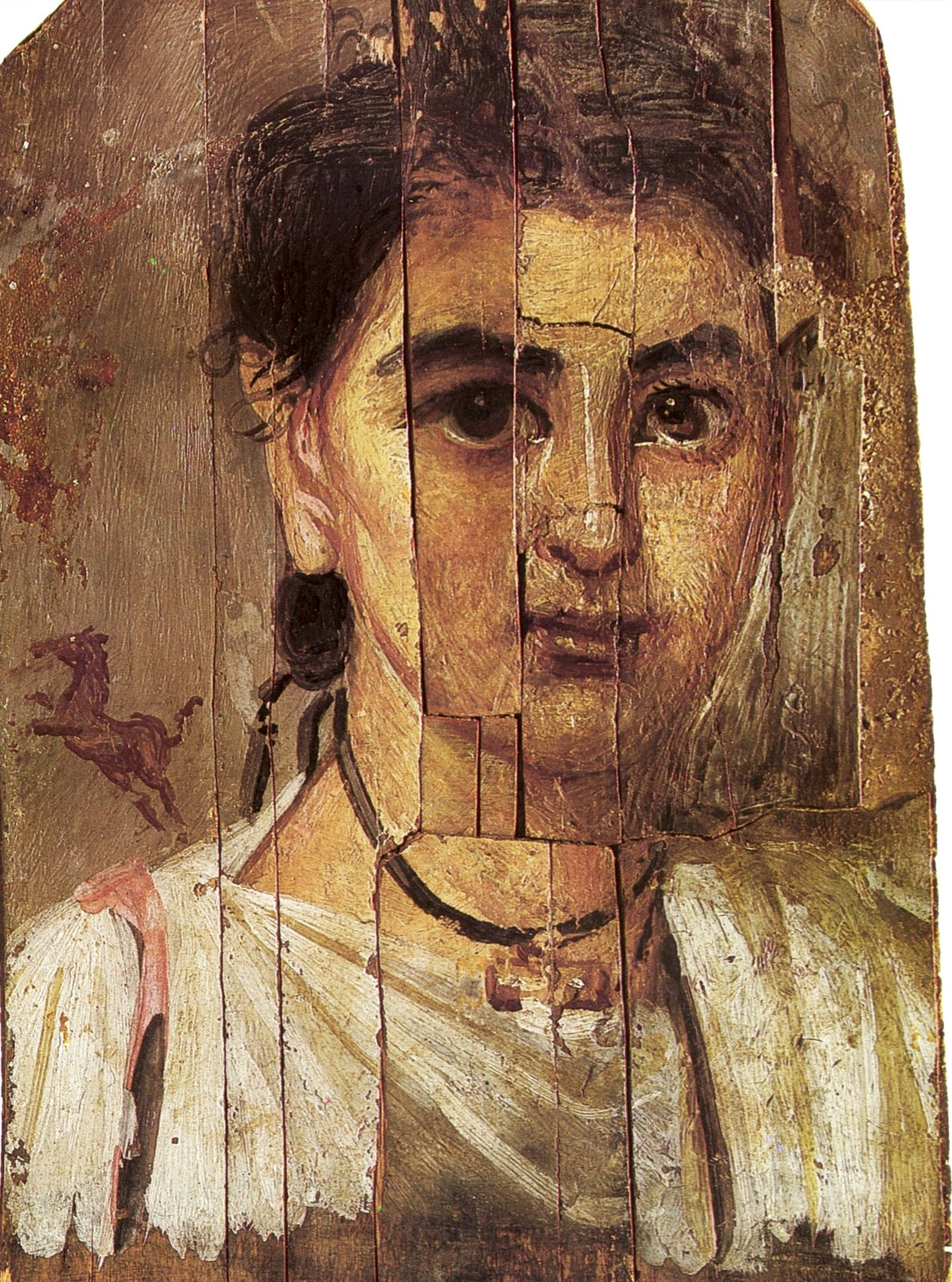
Портрет мальчика из Национального музея в Варшаве.
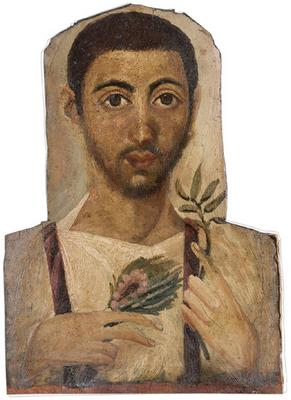
Портрет мужчины с растением в руках из Музея изобразительных искусств в Дижоне
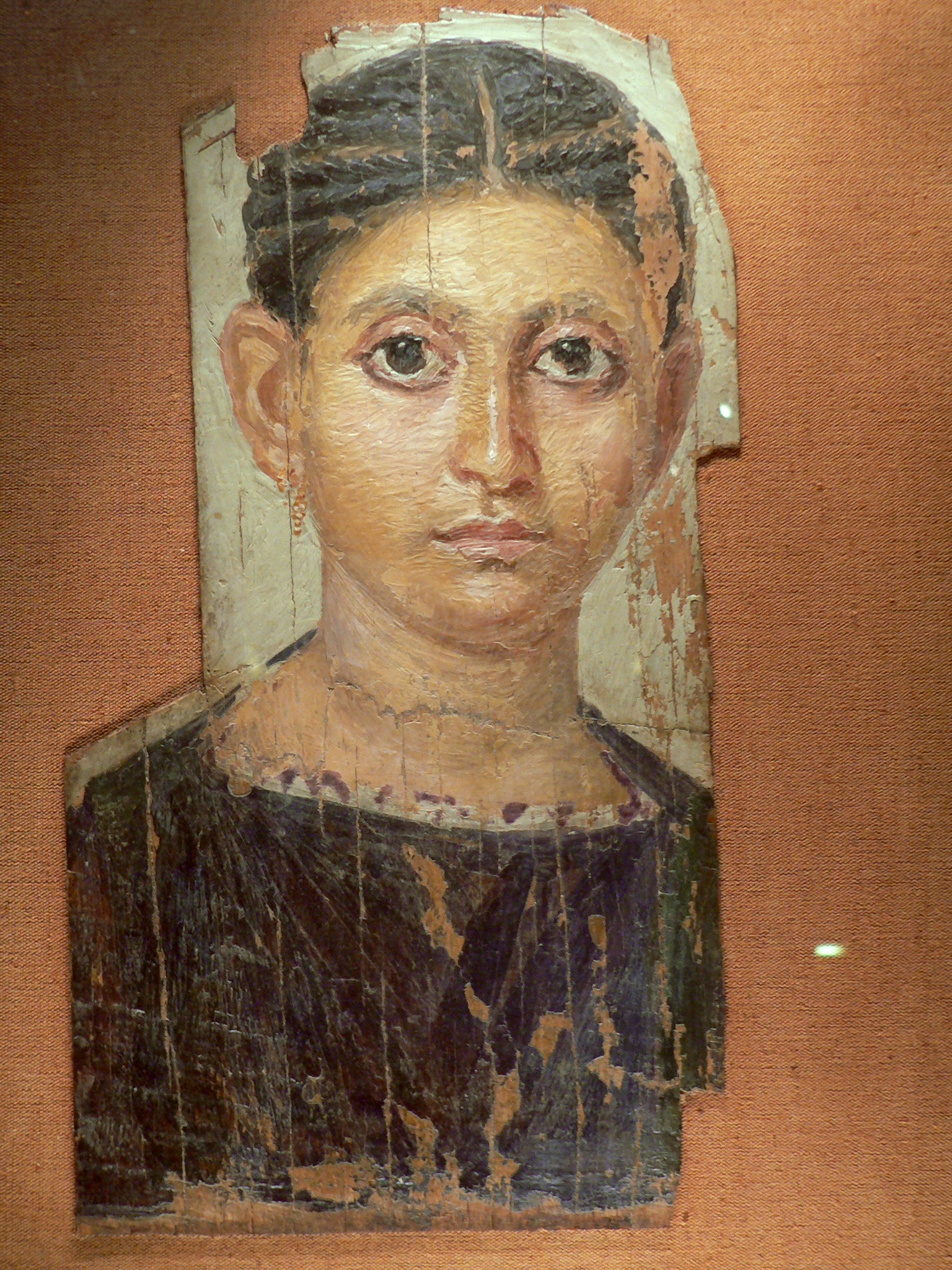
Портрет молодой девушки. Лувр
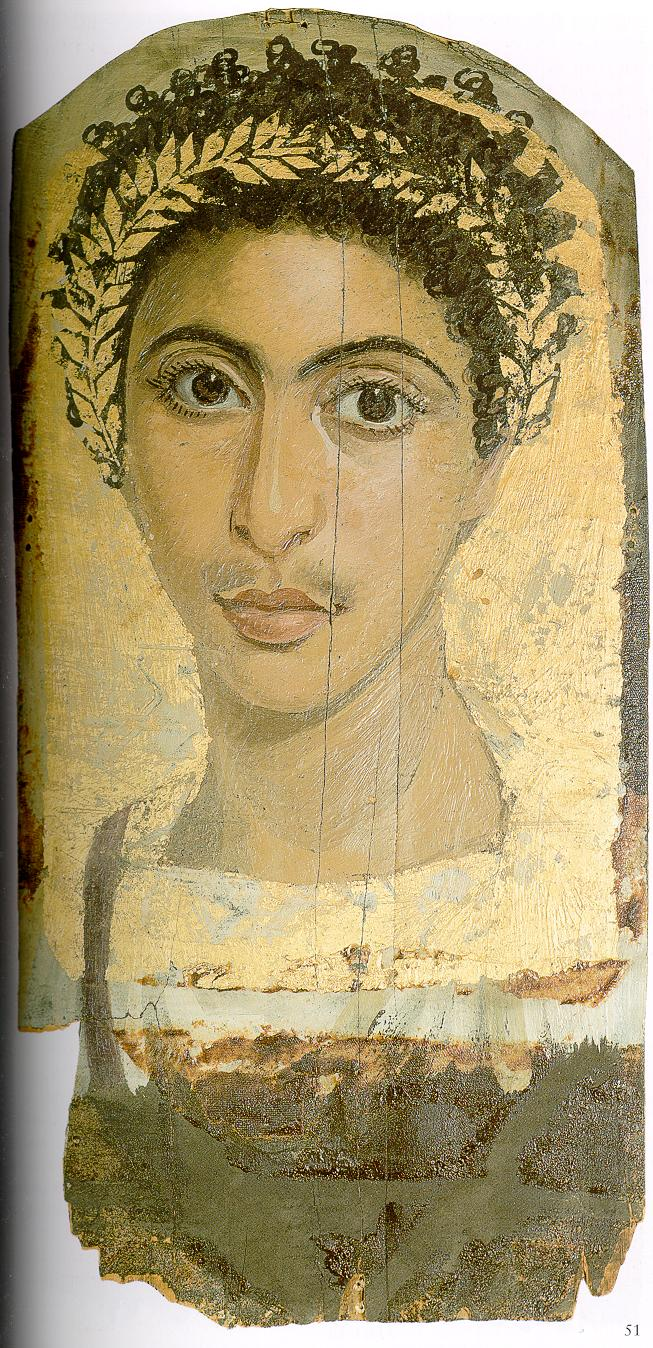
Портрет юноши из Антинополя
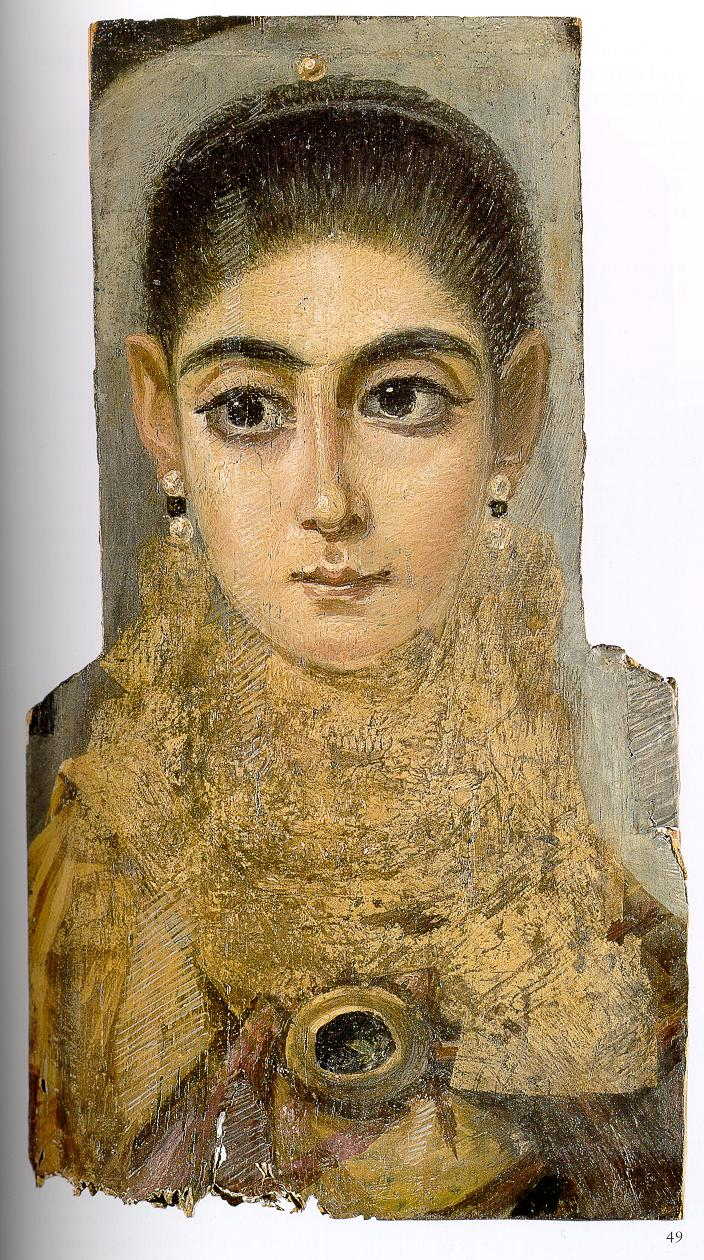
Портрет девушки, середина III-го века, хранится в Лувре
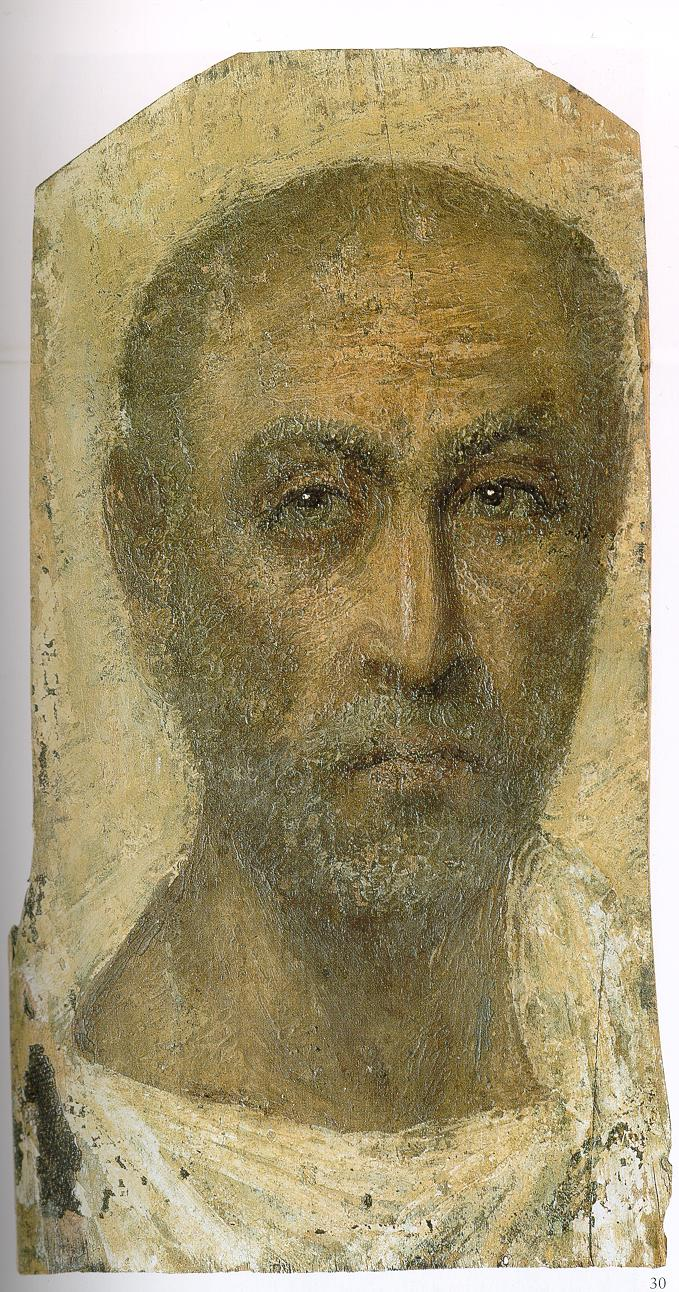
Портрет старика
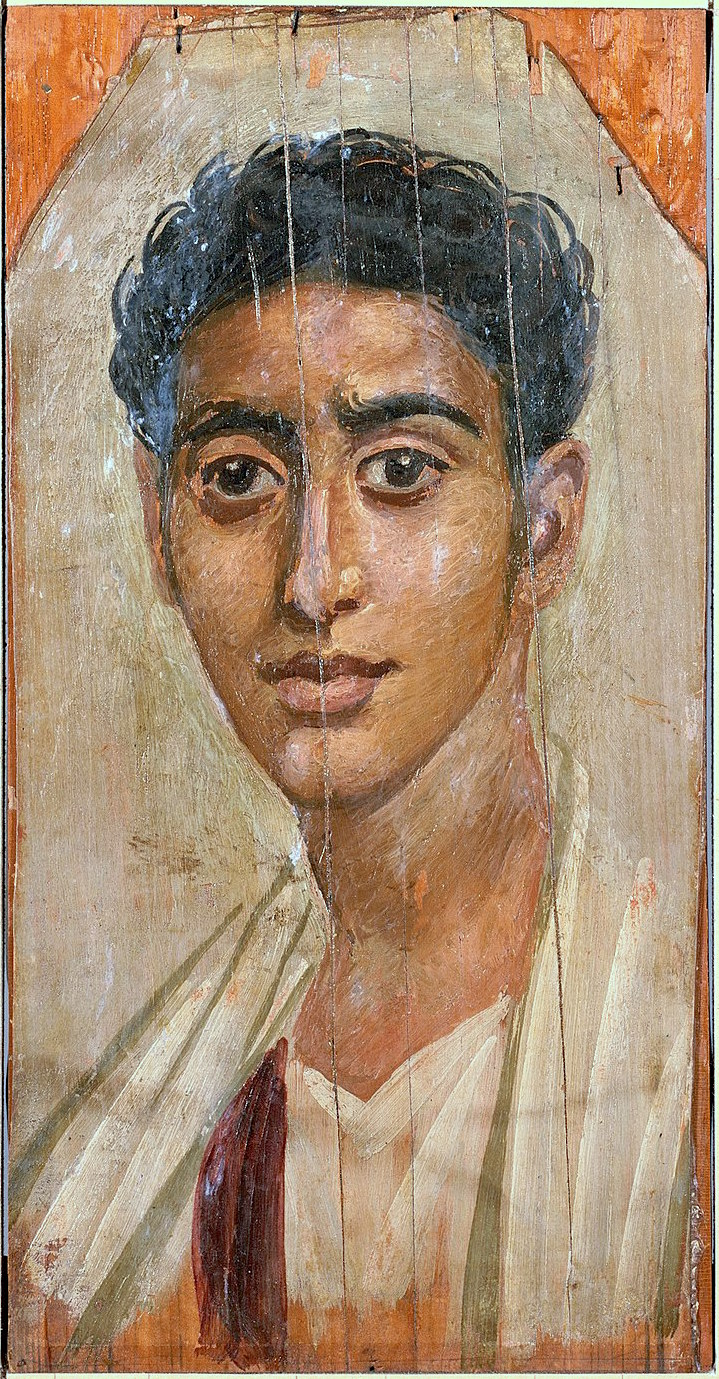
Портрет молодого египтянина, вторая половина I-го века н. э., Художественный музей Уолтерса
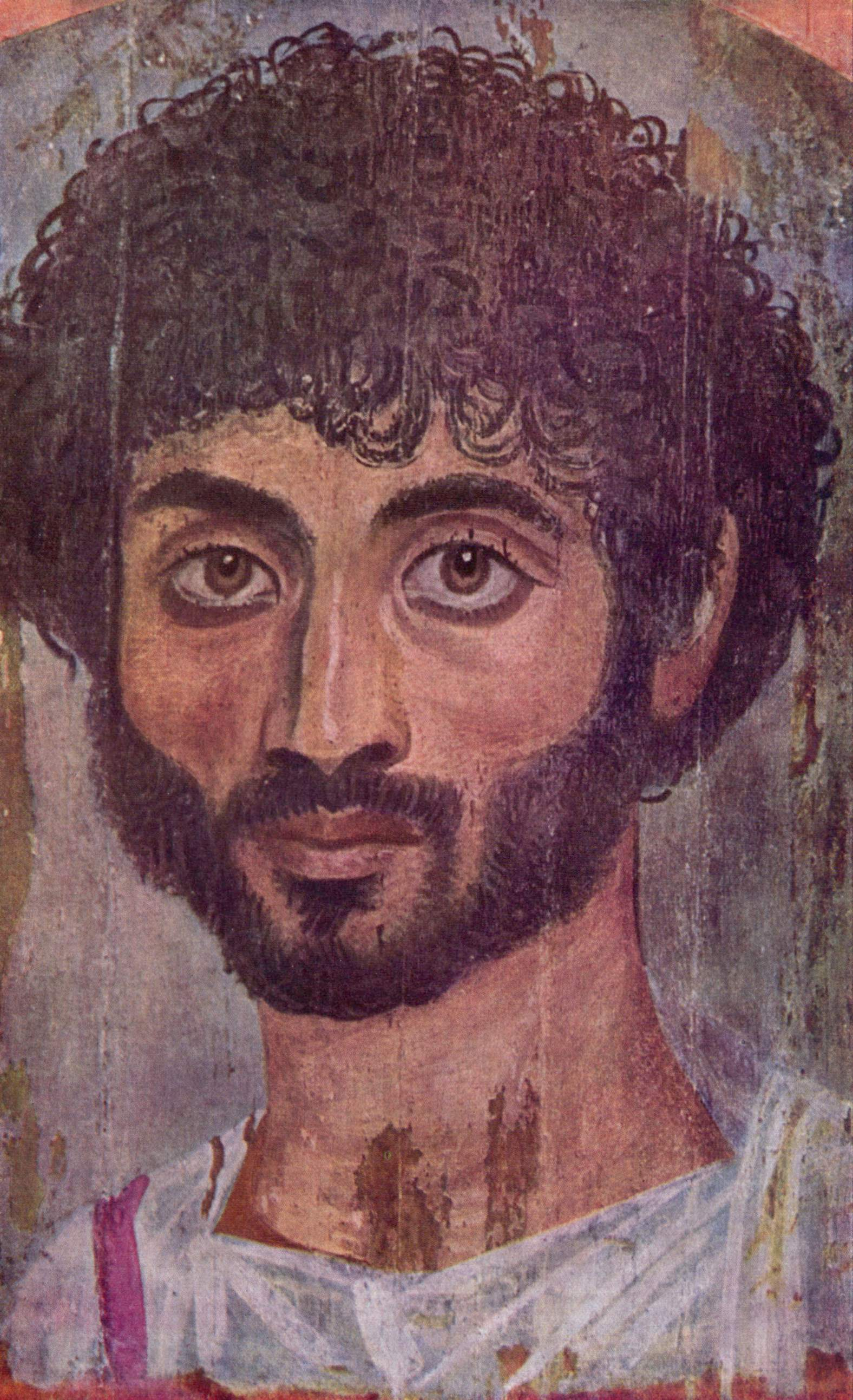
Портрет мужчины, Метрополитен-музей
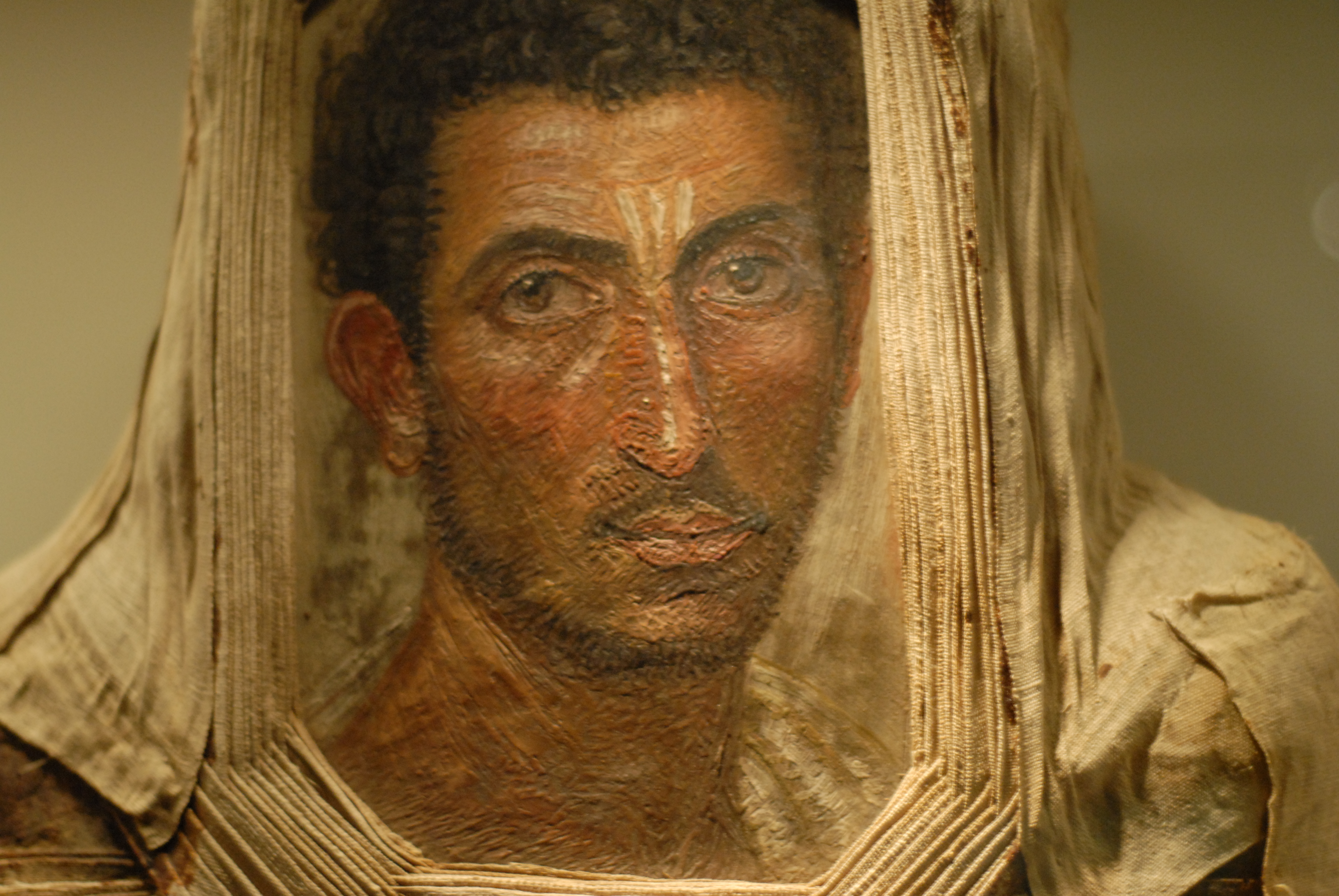
Портрет бородатого мужчины, Эдинбург, Королевский музей Шотландии
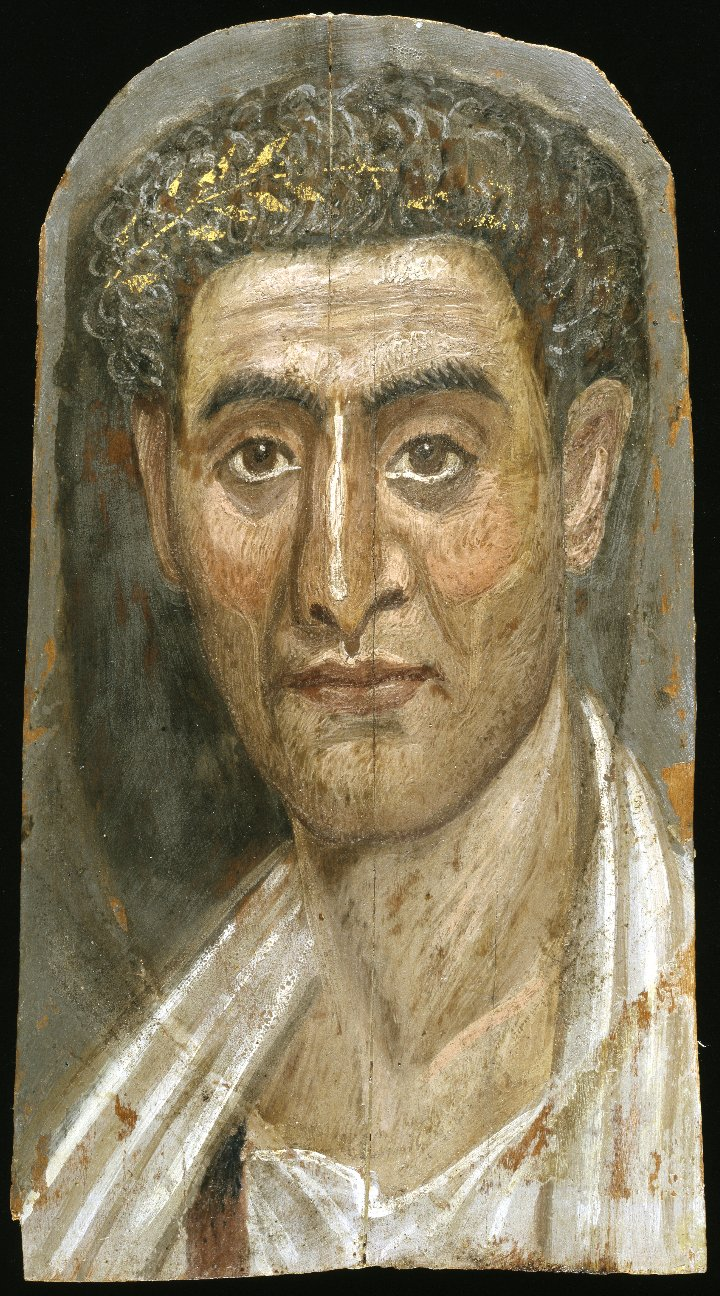
Портрет Деметриоса, Бруклинский музей
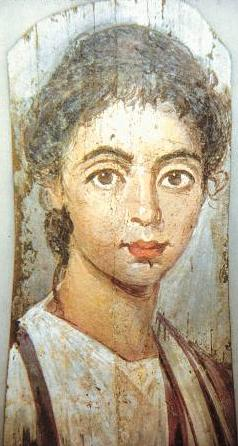
Портрет маленького мальчика, начало третьего века, Берлинское античное собрание
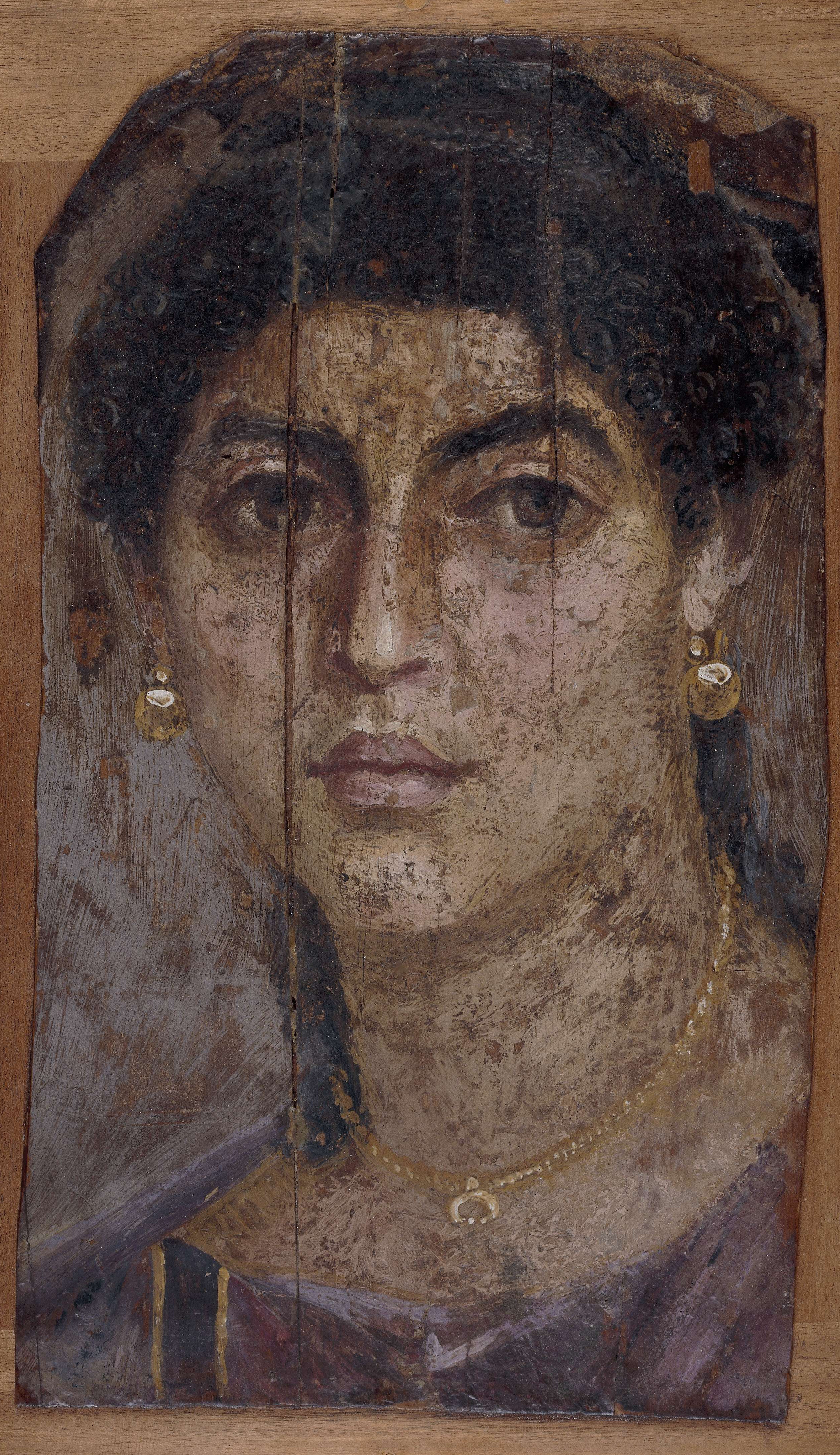
Портрет женщины на липовой доске. Британский музей
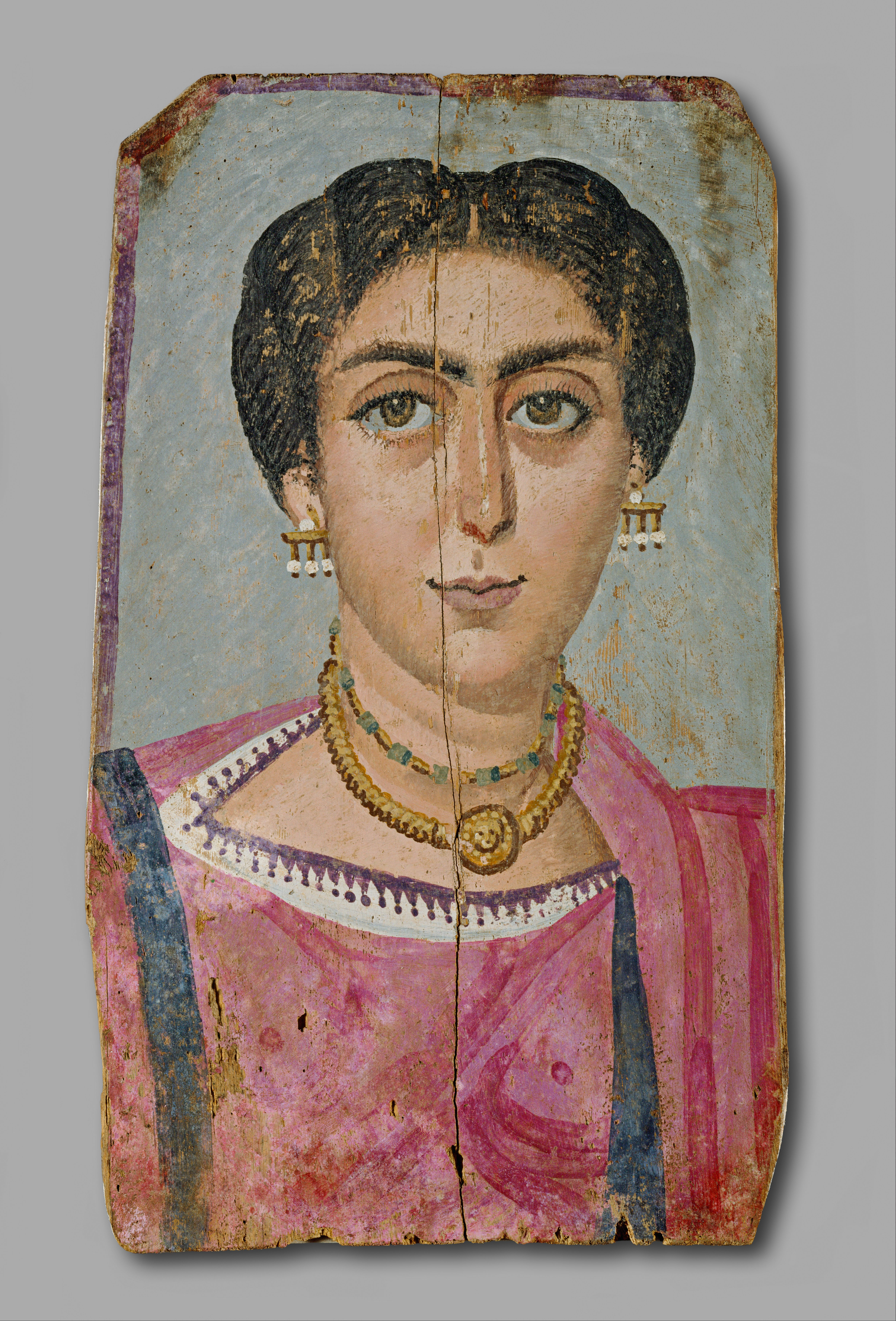
Женщина с ожерельем. Музей истории искусств, Вена
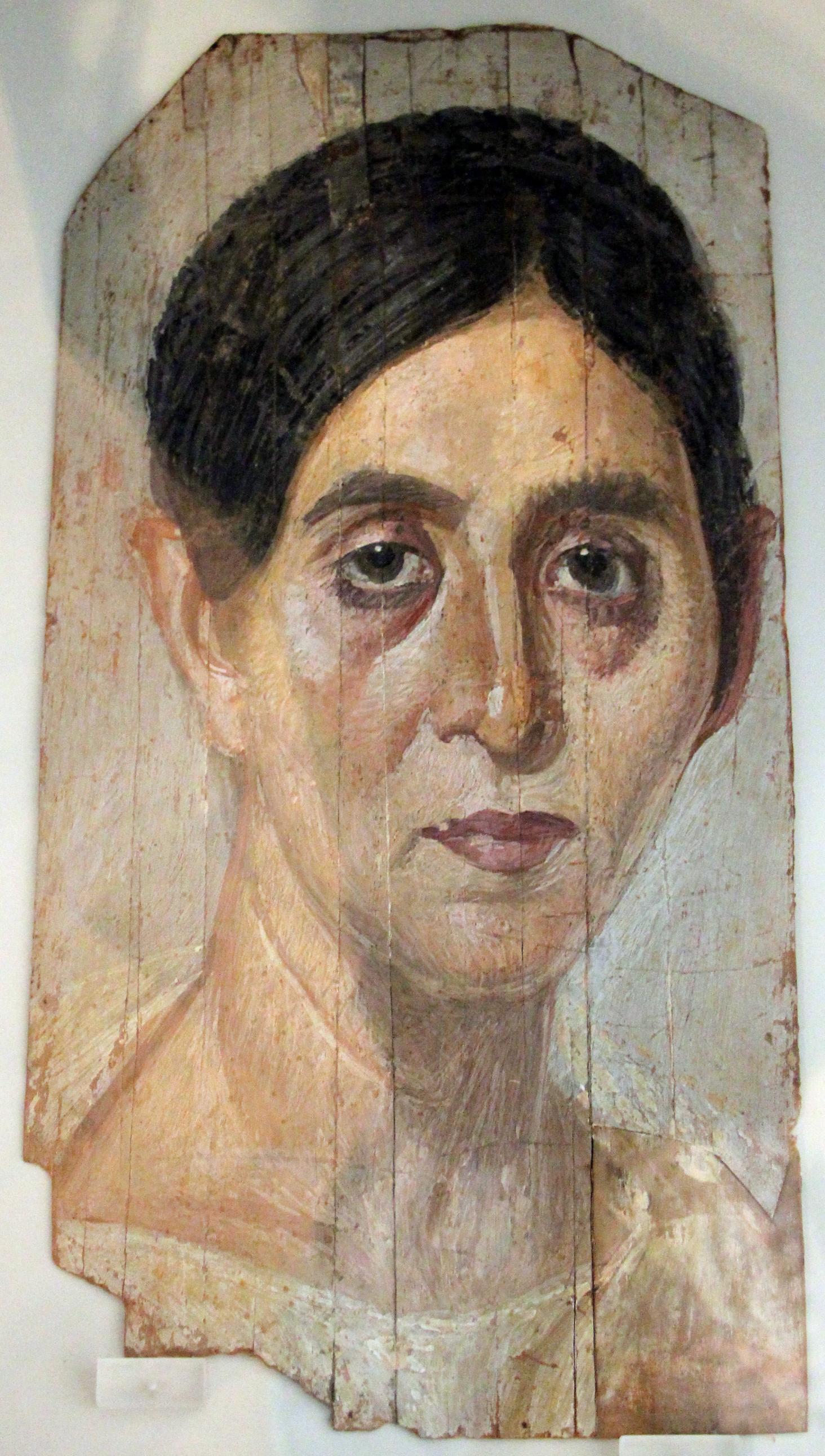
Портрет пожилой женщины из берлинского Античного собрания
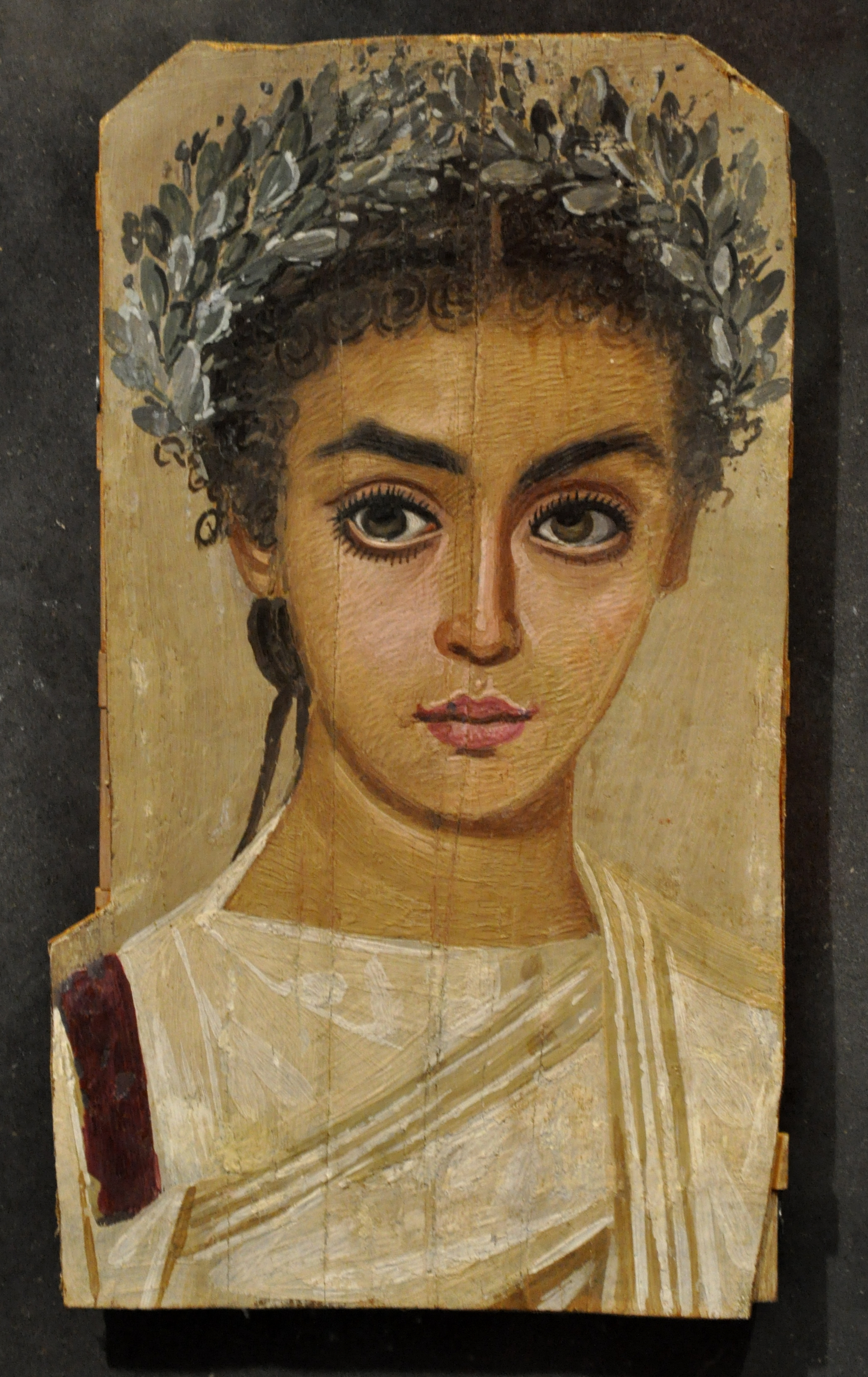
Портрет молодой девушки, ок. 120–150 гг. н.э. из собрания Либигхауса, Франкфурт
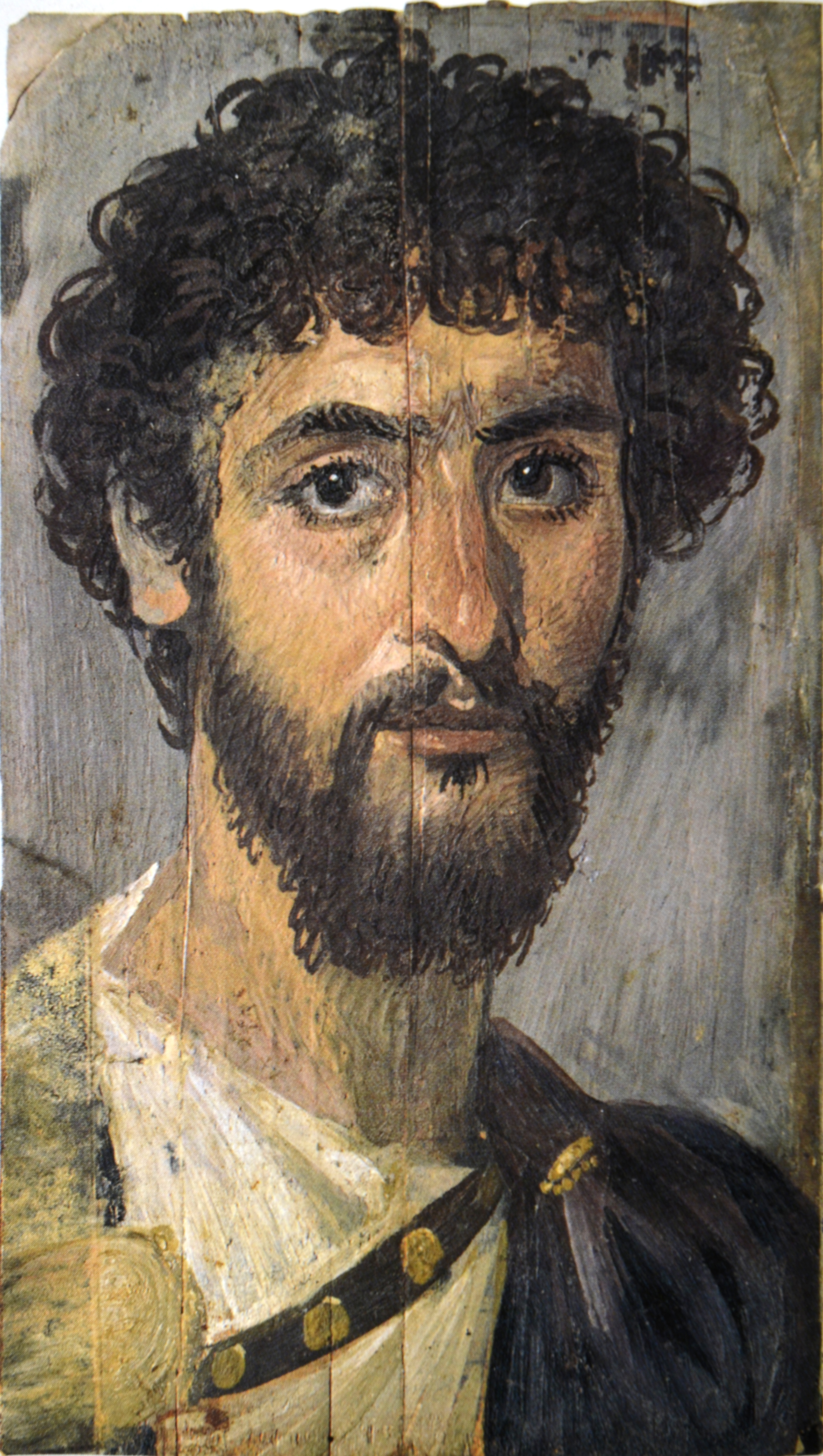
Портрет молодого мужчины из собрания Итонского колледжа, Виндзор